# Никольское-на-Еманче
Никольское-на-Еманче — село в Хохольском районе Воронежской области.
Входит в состав Староникольского сельского поселения.

## География
Является продолжением села Староникольское и сильно вытянуто вдоль склонов балки. Ключ, бьющий здесь с давних времен, в настоящее время образует небольшой водоем.
В селе имеются две улицы — Бахметьева и Центральная.

## Население
| 2010 |
| ---- |
| 410  |

## История
Никольское-на-Еманче основано в начале XIX века. В селе сохранился старинный храм Николая Чудотворца, ныне восстановленный; рядом с ним — святой источник с купелью.